# Regija Tarapacá
I. regija Tarapacá (španjolski: I Región de Tarapacá) je jedna od 15 regija u Čileu. Nalazi se na sjeveru zemlje na granici s Bolivijom. Čileanci su 1883. osvojili regiju u ratu s Peruom.

## Administrativna podjela
Regija je podjeljena na dvije provincije i osam općina.
| Provincija | Središte     | Općina        | Ostali gradovi |
| ---------- | ------------ | ------------- | -------------- |
| Iquique    | Iquique      | Iquique       |                |
| Iquique    | Iquique      | Alto Hospicio |                |
| Tamarugal  | Pozo Almonte | Huara         | Pisagua        |
| Tamarugal  | Pozo Almonte | Alto Hospicio |                |
| Tamarugal  | Pozo Almonte | Camiña        |                |
| Tamarugal  | Pozo Almonte | Colchane      |                |
| Tamarugal  | Pozo Almonte | Pica          |                |
| Tamarugal  | Pozo Almonte | Pozo Almonte  | Mamiña         |

## Stanovništvo
Prema podacima iz 2002. godine u regiji živi 238.950 stanovnika, dok je prosječna gustoća stanovništva 5,7 stanovnika na km ². Na razini gradova, najveća naselja su Arica, s 216.419 stanovnika i Pozo Almonte s 10.830 stanovnika.

## Vanjske poveznice
- Regionalna vlada Arica i Parinacota  Arhivirana inačica izvorne stranice od 9. prosinca 2013. (Wayback Machine)